# 李长路
李长路（1904年6月—1997年），原名镇恶，字长孺，男，汉族，山西屯留人，中国书法家，曾任中国书法家协会理事。